# Чемпионат Европы по водным видам спорта 1977
14-й чемпионат Европы по водным видам спорта прошёл с 14 по 21 августа 1977 года в спортивном комплексе «Розенлундсбадет» в городе Йёнчёпинг (Швеция). Его программа включала в себя соревнования по плаванию, прыжкам в воду, синхронному плаванию среди женщин и водному поло среди мужчин. Всего было разыграно 37 комплектов наград.

## Плавание

### Мужчины
| Дисциплина       | Золото                                                                    | Золото   | Серебро                                                                         | Серебро  | Бронза                                                                    | Бронза   |
| ---------------- | ------------------------------------------------------------------------- | -------- | ------------------------------------------------------------------------------- | -------- | ------------------------------------------------------------------------- | -------- |
| 100 м в/с        | Петер Ноке ФРГ                                                            | 51,55    | Владимир Буре · СССР                                                            | 52,02    | Марчелло Гуардуччи · Италия                                               | 52,11    |
| 200 м в/с        | Петер Ноке ФРГ                                                            | 1.51,72  | Андрей Крылов · СССР                                                            | 1.51,77  | Марчелло Гуардуччи · Италия                                               | 1.52,35  |
| 400 м в/с        | Сергей Русин · СССР                                                       | 3.54,83  | Франк Веннманн ФРГ                                                              | 3.55,47  | Франк Пфютце · ГДР                                                        | 3.56,44  |
| 1500 м в/с       | Владимир Сальников · СССР                                                 | 15.16,45 | Валентин Паринов · СССР                                                         | 15.30,05 | Борут Петрич · Югославия                                                  | 15.30,47 |
| 100 м на спине   | Милослав Ролко · Чехословакия                                             | 58,35    | Золтан Веррасто · Венгрия                                                       | 58,48    | Клаус Штейнбах ФРГ                                                        | 58,60    |
| 200 м на спине   | Золтан Веррасто · Венгрия                                                 | 2.03,88  | Милослав Ролко · Чехословакия                                                   | 2.05,07  | Ян Торелл · Швеция                                                        | 2.05,22  |
| 100 м брасс      | Геральд Мёркен ФРГ                                                        | 1.02,86  | Джорджио Лалле · Италия                                                         | 1.03,81  | Вальтер Куш ФРГ                                                           | 1.04,17  |
| 200 м брасс      | Геральд Мёркен ФРГ                                                        | 2.16,78  | Арсен Мискаров · СССР                                                           | 2.18,24  | Вальтер Куш ФРГ                                                           | 2.21,05  |
| 100 м баттерфляй | Рогер Питтель · ГДР                                                       | 55,49    | Пер Арвидссон · Швеция                                                          | 55,58    | Джон Миллс · Великобритания                                               | 55,98    |
| 200 м баттерфляй | Михаэль Краус ФРГ                                                         | 2.00,40  | Рогер Питтель · ГДР                                                             | 2.00,55  | Пер Арвидссон · Швеция                                                    | 2.01,37  |
| 200 м комплекс   | Андраш Харгитаи · Венгрия                                                 | 2.06,82  | Андрей Смирнов · СССР                                                           | 2.07,26  | Александр Сидоренко · СССР                                                | 2.08,80  |
| 400 м комплекс   | Сергей Фесенко · СССР                                                     | 4.26,83  | Андрей Смирнов · СССР                                                           | 4.28,60  | Чаба Сос · Венгрия                                                        | 4.29,24  |
| 4×100 м в/с      | ФРГ Клаус Штейнбах Андреас Шмидт Юрген Кённекер Петер Ноке                | 3.26,57  | Италия · Роберто Пангаро · Паоло Ревелли · Паоло Синегелиа · Марчелло Гуардуччи | 3.28,59  | СССР · Владимир Буре · Сергей Лабзо · Сергей Копляков · Андрей Крылов     | 3.28,91  |
| 4×200 м в/с      | СССР · Владимир Раскатов · Сергей Русин · Сергей Копляков · Андрей Крылов | 7.28,21  | ФРГ Франк Веннманн Клаус Штейнбах Петер Кнуст Петер Ноке                        | 7.33,28  | ГДР · Райнер Штробах · Рогер Питтель · Детлеф Грабс · Франк Пфютце        | 7.36,94  |
| 4×100 м комб.    | ФРГ Клаус Штейнбах Геральд Мёркен Михаэль Краус Петер Ноке                | 3.48,73  | ГДР · Лутц Ванья · Грегор Арнике · Рогер Питтель · Рене Пляшке                  | 3.49,42  | Великобритания · Джеймс Картер · Данкан Гудхью · Джон Миллс · Мартин Смит | 3.51,05  |

### Женщины
| Дисциплина       | Золото                                                                | Золото  | Серебро                                                                   | Серебро | Бронза                                                                           | Бронза  |
| ---------------- | --------------------------------------------------------------------- | ------- | ------------------------------------------------------------------------- | ------- | -------------------------------------------------------------------------------- | ------- |
| 100 м в/с        | Барбара Краузе · ГДР                                                  | 56,55   | Энит Бригита · Нидерланды                                                 | 57,09   | Петра Премер · ГДР                                                               | 57,20   |
| 200 м в/с        | Петра Тюмер · ГДР                                                     | 2.00,29 | Барбара Краузе · ГДР                                                      | 2.01,40 | Аннелиз Мас · Нидерланды                                                         | 2.01,76 |
| 400 м в/с        | Петра Тюмер · ГДР                                                     | 4.08,91 | Аннелиз Мас · Нидерланды                                                  | 4.09,40 | Барбара Краузе · ГДР                                                             | 4.14,39 |
| 800 м в/с        | Петра Тюмер · ГДР                                                     | 8.38,92 | Аннелиз Мас · Нидерланды                                                  | 8.39,33 | Марина Альтман · ГДР                                                             | 8.52,94 |
| 100 м на спине   | Биргит Трайбер · ГДР                                                  | 1.02,63 | Ульрике Рихтер · ГДР                                                      | 1.03,87 | Кайре Индриксон · СССР                                                           | 1.05,25 |
| 200 м на спине   | Биргит Трайбер · ГДР                                                  | 2.13,10 | Ульрике Рихтер · ГДР                                                      | 2.16,67 | Кармен Буначиу · Румыния                                                         | 2.17,90 |
| 100 м брасс      | Юлия Богданова · СССР                                                 | 1.11,89 | Карола Нитшке · ГДР                                                       | 1.13,12 | Рамона Райнке · ГДР                                                              | 1.13,76 |
| 200 м брасс      | Юлия Богданова · СССР                                                 | 2.35,04 | Сусанне Нильссон · Дания                                                  | 2.35,34 | Ева-Мария Хоканссон · Швеция                                                     | 2.38,05 |
| 100 м баттерфляй | Андреа Поллак · ГДР                                                   | 1.00,61 | Кристиане Кнаке · ГДР                                                     | 1.00,71 | Инеке Ран · Нидерланды                                                           | 1.03,40 |
| 200 м баттерфляй | Анетт Фебиг · ГДР                                                     | 2.12,77 | Андреа Поллак · ГДР                                                       | 2.15,14 | Сьюзан Дженнер · Великобритания                                                  | 2.15,45 |
| 200 м комплекс   | Ульрике Таубер · ГДР                                                  | 2.15,59 | Сабине Кале · ГДР                                                         | 2.17,79 | Ольга Клевакина · СССР                                                           | 2.19,35 |
| 400 м комплекс   | Ульрике Таубер · ГДР                                                  | 4.45,22 | Сабине Кале · ГДР                                                         | 4.50,70 | Шэрон Дэвис · Великобритания                                                     | 4.54,95 |
| 4×100 м в/с      | ГДР · Биргит Трайбер · Биргит Вахтлер · Петра Премер · Барбара Краузе | 3.49,52 | Нидерланды · Инеке Ран · Аня Ван де Богарде · Аннелиз Мас · Энит Бригита  | 3.52,95 | Великобритания · Виктория Баллок · Мэри Хьюстон · Шэрон Дэвис · Черил Брезендейл | 3.55,77 |
| 4×100 м комб.    | ГДР · Ульрике Рихтер · Карола Нитшке · Андреа Поллак · Росвита Краузе | 4.14,35 | СССР · Кайре Индриксон · Юлия Богданова · Ольга Клевакина · Лариса Царёва | 4.18,12 | ФРГ Хайке Йон Дагмар Реак Карин Зайк Ютта Мью                                    | 4.19,05 |

## Прыжки в воду

### Мужчины
| Дисциплина          | Золото                  | Золото | Серебро                    | Серебро | Бронза                    | Бронза |
| ------------------- | ----------------------- | ------ | -------------------------- | ------- | ------------------------- | ------ |
| 3-метровый трамплин | Фальк Хоффман · ГДР     | 592,20 | Джорджио Каньотто · Италия | 572,70  | Александр Косенков · СССР | 536,67 |
| 10-метровая вышка   | Владимир Алейник · СССР | 542,31 | Давид Амбарцумян · СССР    | 541,35  | Фальк Хоффман · ГДР       | 532,11 |

### Женщины
| Дисциплина          | Золото             | Золото | Серебро                   | Серебро | Бронза                | Бронза |
| ------------------- | ------------------ | ------ | ------------------------- | ------- | --------------------- | ------ |
| 3-метровый трамплин | Криста Кёлер · ГДР | 444,30 | Беате Роте · ГДР          | 418,35  | Ирина Калинина · СССР | 411,15 |
| 10-метровая вышка   | Маргит Шёпке · ГДР | 363,00 | Елена Вайцеховская · СССР | 359,19  | Ирина Калинина · СССР | 347,76 |

## Синхронное плавание
| Дисциплина | Золото                                       | Золото  | Серебро                                      | Серебро | Бронза                                    | Бронза  |
| ---------- | -------------------------------------------- | ------- | -------------------------------------------- | ------- | ----------------------------------------- | ------- |
| Соло       | Джеки Кокс · Великобритания                  | 157,630 | Марийке Энгелен · Нидерланды                 | 143,320 | Ренате Баур · Швейцария                   | 140,420 |
| Дуэты      | Великобритания · Джеки Кокс · Андреа Холланд | 153,910 | Нидерланды · Хельма Гуверс · Марийке Энгелен | 144,240 | Швейцария · Ренате Баур · Лизелотте Мейер | 140,590 |
| Команды    | Нидерланды                                   | 150,320 | Великобритания                               | 149,770 | Швейцария                                 | 136,030 |

## Водное поло
| Дисциплина       | Золото  | Серебро   | Бронза |
| ---------------- | ------- | --------- | ------ |
| Командный турнир | Венгрия | Югославия | Италия |

## Медали
| Место | Страна         | Золото | Серебро | Бронза | Всего |
| ----- | -------------- | ------ | ------- | ------ | ----- |
| 1     | ГДР            | 16     | 11      | 7      | 34    |
| 2     | СССР           | 7      | 9       | 7      | 23    |
| 3     | ФРГ            | 7      | 2       | 4      | 13    |
| 4     | Венгрия        | 3      | 1       | 1      | 5     |
| 5     | Великобритания | 2      | 1       | 5      | 8     |
| 6     | Нидерланды     | 1      | 6       | 2      | 9     |
| 7     | Чехословакия   | 1      | 1       | 0      | 2     |
| 8     | Италия         | 0      | 2       | 3      | 5     |
| 9     | Швеция         | 0      | 1       | 3      | 4     |
| 10    | Югославия      | 0      | 1       | 1      | 2     |
| 11    | Дания          | 0      | 1       | 0      | 1     |
| 12    | Швейцария      | 0      | 0       | 3      | 3     |
| 13    | Румыния        | 0      | 0       | 1      | 1     |
| Всего | Всего          | 37     | 37      | 37     | 111   |